# Ferenc Novák
Ferenc Novák (Budapeste, 13 de julho de 1969) é um velocista húngaro na modalidade de canoagem.

## Carreira
Foi vencedor da medalha de Ouro em C-2 500 m em Sydney 2000 junto com o seu colega de equipa Imre Pulai.